# Boulevard Laurier
Pour les articles homonymes, voir Avenue Laurier et Laurier.
Le boulevard Laurier est une des artères principales de Québec. De nombreux centres commerciaux, d'hôtels, restaurants et bureaux d'affaires bordent aujourd'hui cette artère très achalandée qui reçoit une partie du trafic routier provenant de la rive-sud de Québec. De nos jours considéré comme le deuxième centre-ville de Québec, son expansion est constante et la construction de hauts édifices devient la norme.

## Situation et accès
Il s'agit de l'odonyme donné au prolongement de la Grande-Allée dans l'arrondissement de Sainte-Foy-Sillery-Cap-Rouge.
Le boulevard Laurier traverse une partie de l'arrondissement de Sainte-Foy-Sillery-Cap-Rouge suivant un axe Est-Ouest même s'il est officiellement un axe Nord/Sud en étant considéré comme étant la route 175.

## Historique

### Prolongement de la Grande Allée
En 1940, le prolongement de la Grande Allée jusqu'au pont de Québec devient une nécessité puisque le chemin Saint-Louis n'était que la seule voie d'accès au pont. Après l'ouverture d'un premier tronçon en 1943, on entama ensuite le défrichement du Bois-Gomin divisant encore Québec de Sainte-Foy.
Parmi les premiers développements immobiliers furent un quartier de 200 logis pour militaires et leurs familles au nord du boulevard inauguré en 1954 et au sud, un hôpital pour anciens combattants devenu le Centre hospitalier de l'Université Laval.

### Naissance d'un pôle d'affaires et de services
Dans la deuxième moitié du XXe siècle, la construction du réseau autoroutier de la région de Québec fait naître un pôle d'affaires sur une partie du boulevard. Le segment situé perpendiculairement entre l'autoroute du Vallon et l'échangeur autoroutier Henri-IV / Duplessis devient un vaste pôle commercial. Le reste du boulevard, traversant le quartier de Sillery, reste encore de nos jours à vocation résidentielle.
Place Sainte-Foy y voit le jour en 1957. En face, l'édifice Murdock, commandé par John Murdock aux architectes Lamontagne et Gravel de Chicoutimi, est inauguré en 1961 à l'adresse 2475. L'immeuble passera sous la bannière de la compagnie d'assurance de l'Union Canadienne puis celle de SSQ en 2014. La Société Radio-Canada loge dans un immeuble d'un étage face à l’autoroute du Vallon jusqu'en 2004, date à laquelle ses locaux de Québec déménagent sur la rue Saint-Jean. En 1960, un autre centre commercial, aujourd'hui Laurier Québec, s'installe à l'ouest du premier, entraînant ainsi le rapide développement de cette nouvelle banlieue de Québec. S'ajoute à ces centres commerciaux des hôtels, des restaurants et des stations-service.
Vers la fin du XXe siècle, le boulevard entre en phase de forte densification. Les bâtiments de faible densité sont progressivement remplacés par des immeubles de grande hauteur. Durant cette période, le boulevard est parfois qualifié de « laid » et offre un « mélange de bâtiments hétéroclites », avec la présence de vastes stationnements ou bien de bungalows bientôt démolis pour faire place à des immeubles d'habitation,. Plusieurs des plus hautes constructions de la ville sont érigés sur le boulevard, comme la Tour Cominar (2004) ou le Complexe Jules-Dallaire (2010-2014). À ces constructions s'ajoute la promesse d'une densification encore plus importante à venir, comme celle du projet avorté – jusqu'à 65 étages – du Phare de Québec, accolant au boulevard Laurier le titre présumé « nouveau centre-ville ». Plusieurs de ces projets sont soutenus directement ou indirectement par la famille Dallaire.

### Réaménagement de 2022-2026
Le boulevard poursuit sa transformation dans les années 2020 avec l'adoption du nouveau programme particulier d’urbanisme du plateau centre de Sainte-Foy, approuvé dès 2012. Après les artères voisines de la route de l'Église en 2019-2020 et le boulevard Hochelaga en 2020-2022, le boulevard Laurier est réaménagé à son tour entre 2022 et 2026. En plus de l'implantation d'une ligne du tramway de Québec et de deux stations au centre du boulevard, le projet inclut une augmentation des traversées piétonnes de 8 à 12, une plantation massive d'arbres – alors quasi inexistants – et l'aménagement d'une « promenade commerciale », soit le rapprochement et l'intégration des devantures commerciales avec les abords du boulevard.
Entre le printemps 2022 et l'hiver 2023, les réseaux techniques urbains (électricité, télécommunications, gaz naturel) sont déplacés pour éviter qu'ils se trouvent sous la plateforme du tramway.
En 2023, le Ministère des Transports débute un réaménagement de l'échangeur autoroutier Henri-IV / Duplessis, situé à l'extrémité ouest du boulevard. Ce projet inclut l'implantation d'un corridor réservé au transport collectif au centre de l'avenue des Hôtels. Un tunnel sera construit pour permettre à ce corridor de rejoindre le terre-plein central du boulevard Laurier permettant de rejoindre le pôle d'échanges de Sainte-Foy.

## Bâtiments remarquables et lieux de mémoire
- 2450 à 2490 : Place Sainte-Foy
- 2505 et 2525  : Édifice Beneva
- 2590 à 2640 : Place de la Cité
- 2700 : Laurier Québec
- 2705 : Centre hospitalier universitaire de Québec
- 2818 à 2828 : Complexe Jules-Dallaire
- 2875 : Édifice Le Delta

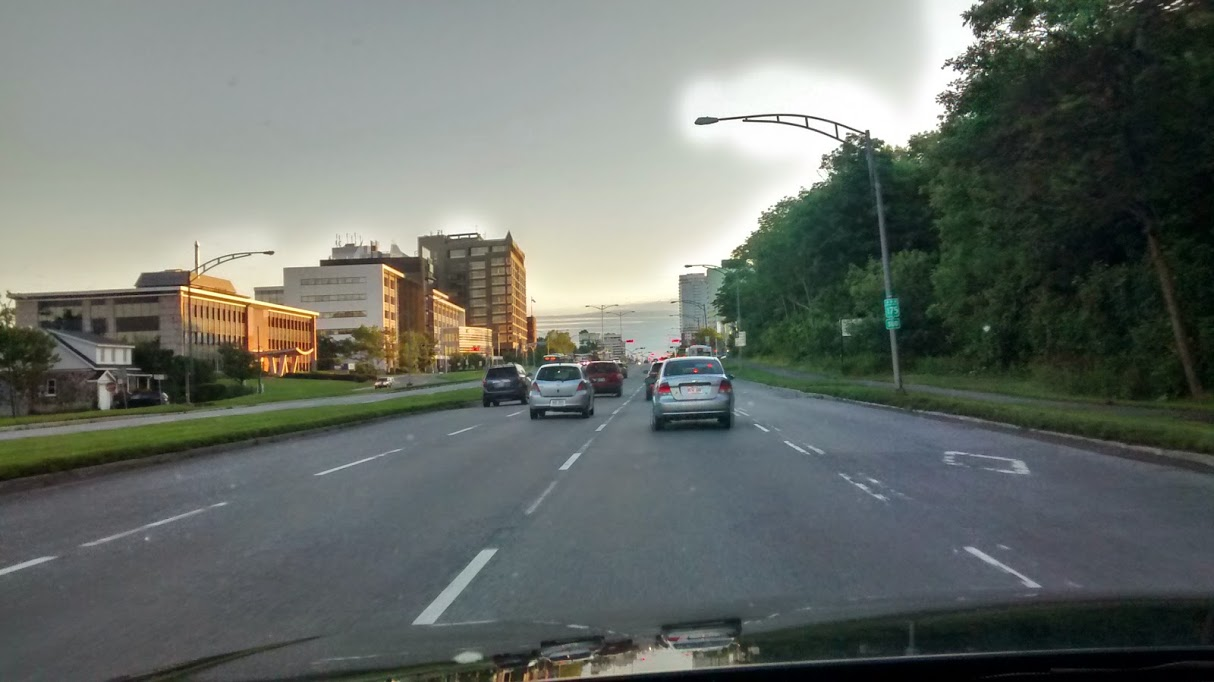
À la hauteur de l'Université Laval
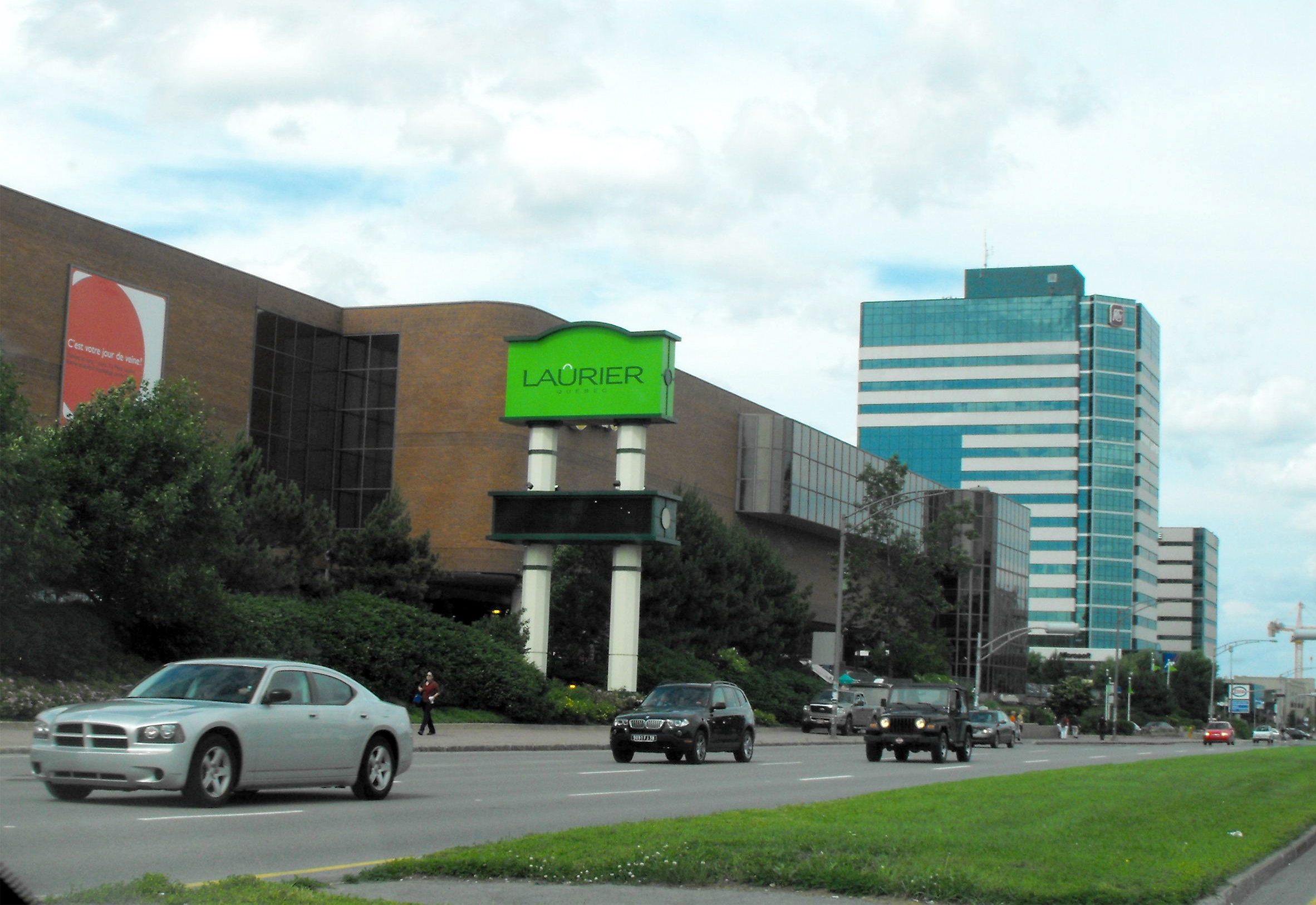
Laurier Québec et Place de la Cité en 2008
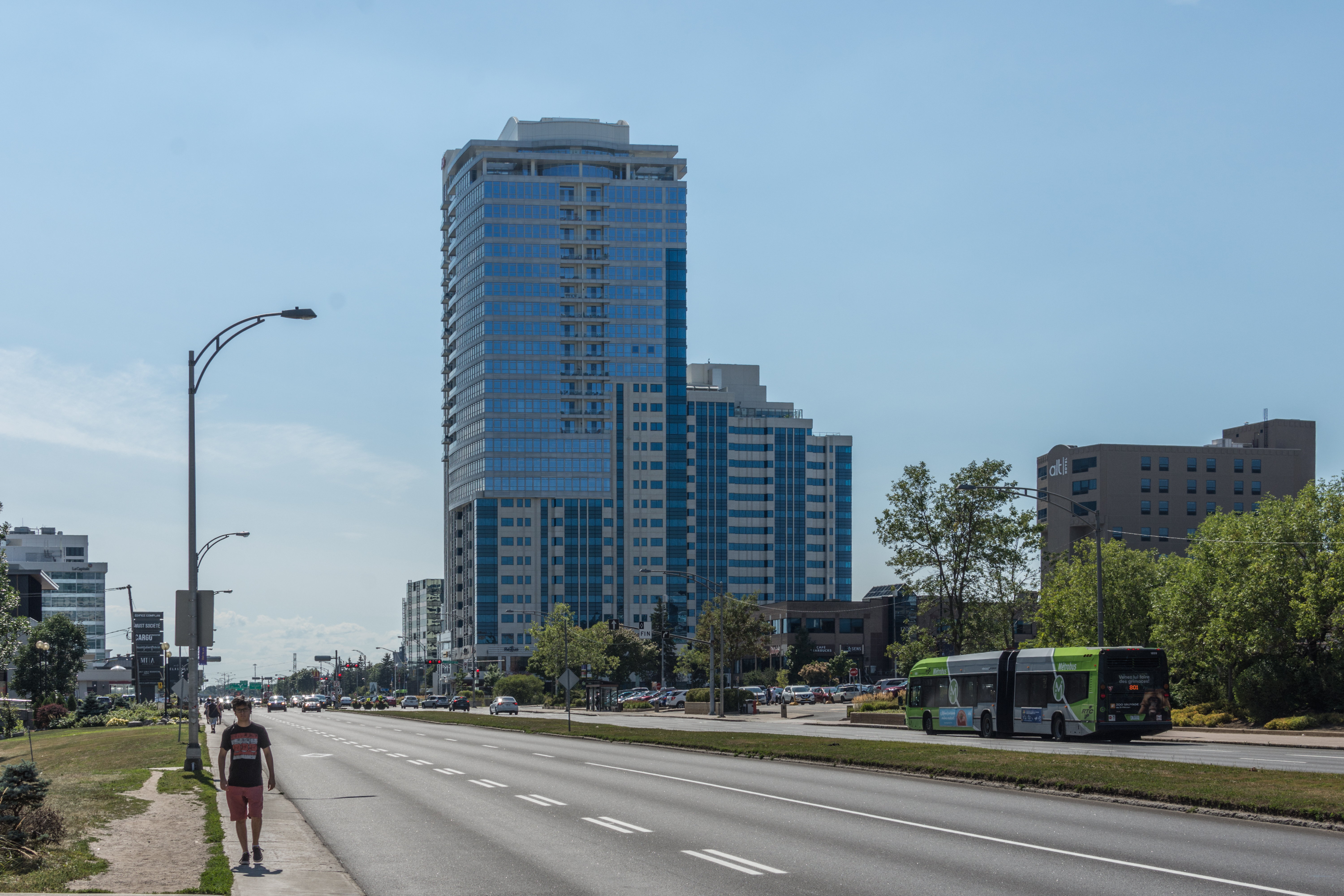
Complexe Jules-Dallaire